# 哈佛神学院
哈佛神学院（英語：Harvard Divinity School, HDS）是哈佛大学的分校，位于美国马萨诸塞州剑桥。该校2015年6月的任务是在宗教学、宗教布道或其它公共服务上培训并教育学生。学院也为哈佛其它分校感兴趣的学生提供服务。哈佛神学院是全美少数大学非宗派神学院（其它院校包括芝加哥大学神学院、耶鲁神学院、范德堡神学院和维克弗斯特神学院）。

## 历史

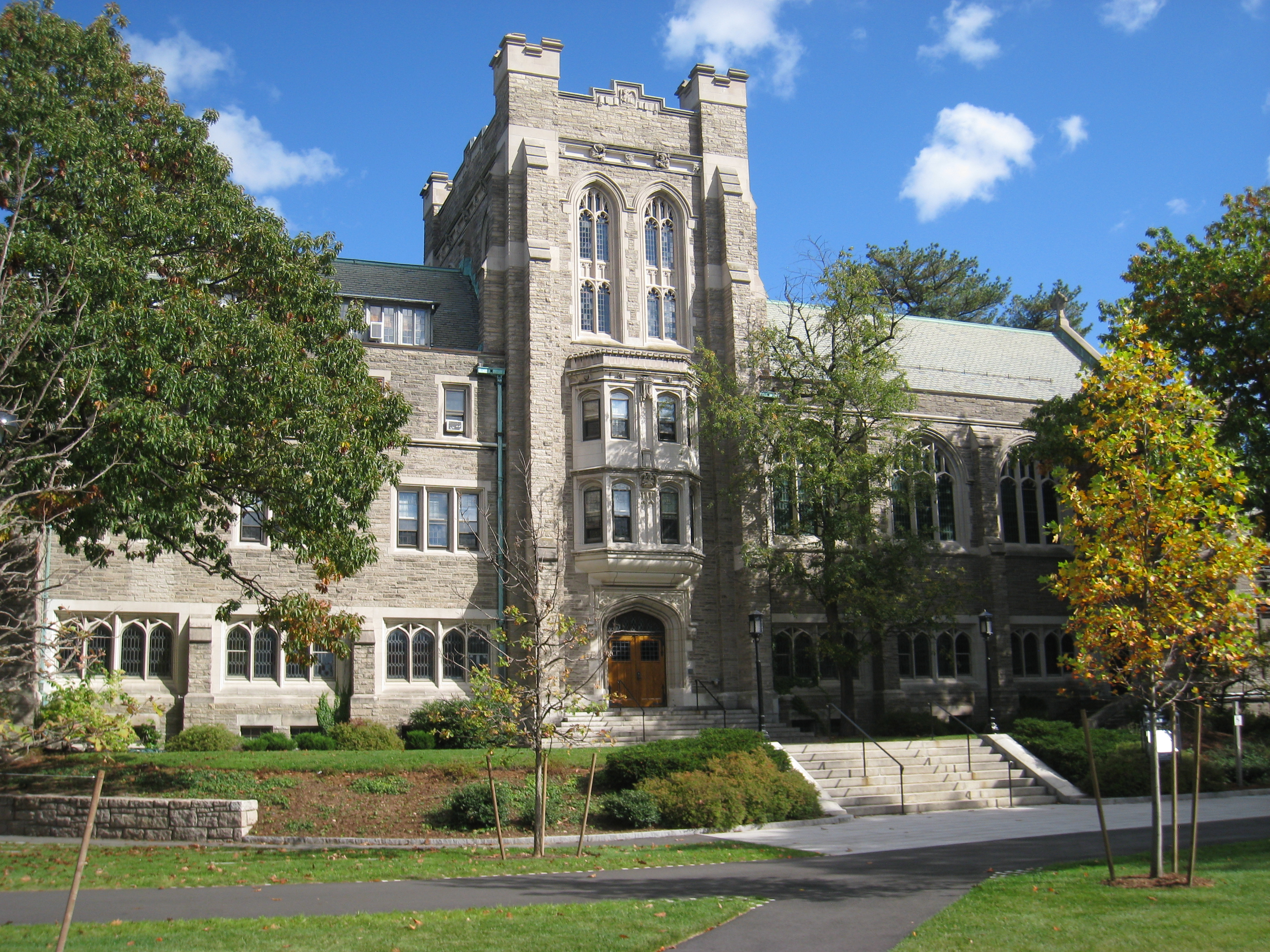
安多佛大堂

1636年，清教徒/公理会建立哈佛学院来训练神职人员。1816，神学院剥离出来，成为美国第一所非派系神学院。（1807年，長老宗建立普林斯顿神学院。）
在最初的一百年间，哈佛神学院与美国一位论派保持着非官方联系。然而，学院与之后的公理会派系联合基督教会保持着历史联系。

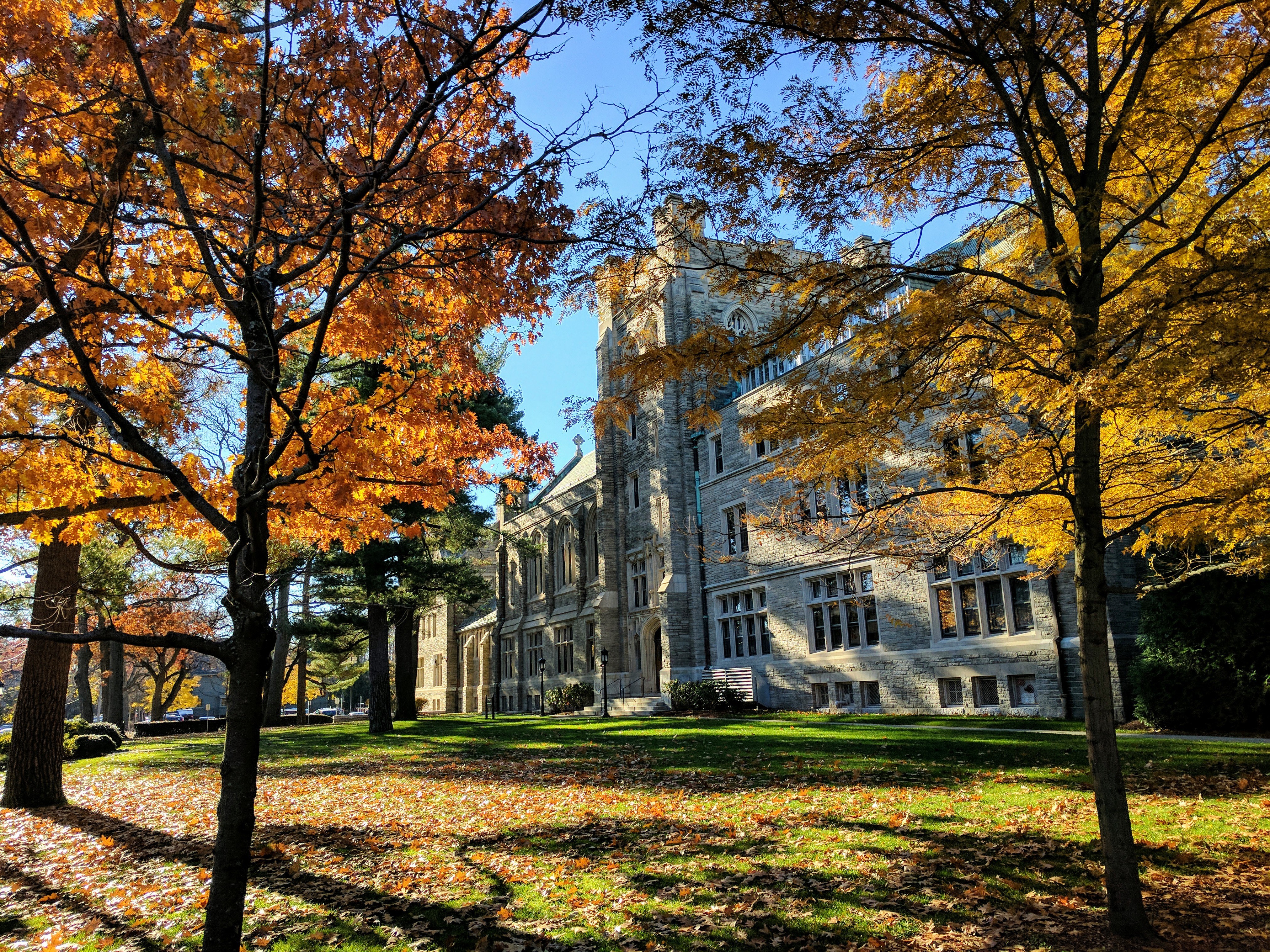
安多佛大堂

### 哈佛神学院与一神普救派
启蒙时代的理性与自由意识于整个十八世纪弥漫在公理会当中，使其与更加保守加尔文主义关系紧张。:1–4
神學院的首席，霍利斯神学教授（Hollis Professor of Divinity）David Tappan于1803年离世，哈佛校长约瑟夫·维拉德（Joseph Willard）次年闭眼。学院监督Jedidiah Morse希望任命更加保守的人士。
然而，一位论的亨利·维尔在经过不少争议后，于1805年上任為霍利斯神学教授，改变了学校传统加尔文主义的优势，倾向于更加自由的阿民念主义（被传统保守人士认为是一位论）。:4–5:24 维尔上任的两年后，倾向自由的山姆·韦伯（Samuel Webber）出任哈佛校长。这导致Jedidiah Morse和其它保守人士离开哈佛，建立安多佛神学院（Andover Theological Seminary），于哈佛神学院唱对台戏。:4–5

### 今日
今日，不同宗教背景学生和教职人员齐聚一堂：基督教（各派系）、犹太教、穆斯林、印度教、佛教、锡克教等。学术项目则试图在神学和宗教学之间寻求平衡 --- 即“信徒的”宗教视角和“世俗的”宗教观。这与许多其它神学院有所不同，后者有所偏重（例如：耶鲁神学院侧重神职人员培训，而芝加哥大学神学院大多招收“宗教学”硕士研究生）。

## 学位
哈佛神学院得到美国和加拿大神学院协会认证，授予如下学位：
- 神学研究硕士 (Master of Theology Studies, MTS)
- 神道学硕士 (Master of Divinity, MDiv)
- 神学硕士 (Master of Theology, ThM)
- 神学博士 (Doctor of Theology, ThD) (见下文)

除此之外，许多哈佛研究生在研读和宗教相关的博士学位时与神学院教职人员有紧密的联系。这些学生与宗教研究委员会有正式联系，后者的教职人员一半来自文理学院，另一半来自神学院。该委员会位于哈佛大学文理学院。
在2014年4月，神学院教职人员投票将神学博士（ThD）和文理研究生院宗教学博士（PhD）统一办学，自2015年秋起不再录取神学博士。之前录取的神学博士生仍旧照读不误，新的联合宗教学博士则于2015年秋踏入校门。虽然许多文理研究生院博士生在神学院选修课程，宗教学博士正式录取进入的是文理研究生院而非神学院；只有文理研究生院能够授予宗教学博士学位（PhD）。

## 课程
神学研究硕士生（MTS）要从如下18个学术领域选取课题：
- 非洲和非裔美国人宗教
- 佛教研究
- 比較宗教
- 东亚宗教研究
- 希伯来圣经 / 旧约
- 基督教历史
- 印度教研究
- 南亚宗教研究
- 伊斯兰教研究
- 犹太教研究
- 新约和早期基督教
- 宗教哲学
- 美洲宗教
- 宗教、道德、政治
- 宗教、文学、文化
- 宗教研究与教育
- 神学
- 女性、性别与宗教

神道学硕士生（MDiv）需要选取：
- 在该学生宗教传统范围内选取三门课程，涵盖经文解释的理论、方法、实践方面
- 在该生未来传道的范围内选取六门课程，涵盖该宗教传统的历史、神学和实践方面
- 在该生宗教传统外选取有关其它宗教传统的三门课程

## 研究与特别项目

### 女性宗教研究
1973年，哈佛神学院女性宗教研究（The Women's Studies in Religion Program, WSRP）成立，是第一个研究女性和宗教的跨学科项目。自建成以来，项目获得了超过100多名学者的支持，他们代表了来自美国和世界各地超过50多所高等院校。
该项目专注探究宗教和性别之间的相互影响，每年约有5名博士后学者来到哈佛神学院。研究成果为大部头项目，并向学生传授。

### 世界宗教研究中心

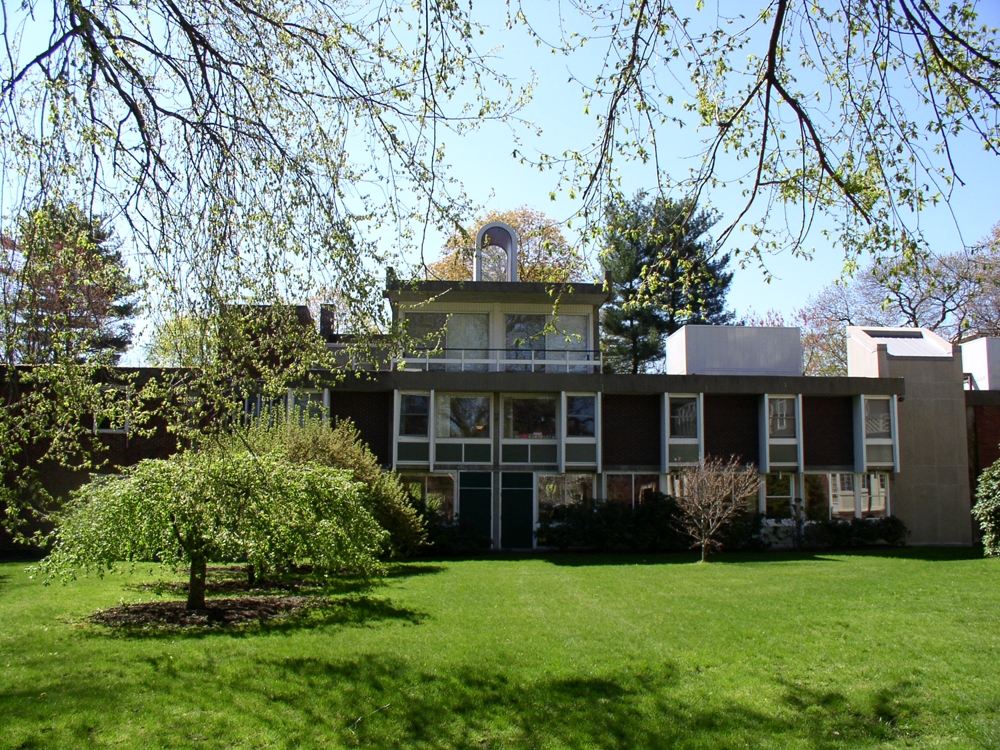
世界宗教研究中心

1957年，学校收到匿名捐赠；1960年，哈佛神学院成立世界宗教研究中心，接待来自世界各地不同宗教的研究员、研究生、访问学者。中心通过研究、出版、资助和公共项目，专注理解全球宗教。该中心欢迎学者和参与人士，突出学术和历史层面的宗教对话。目前的主任是印度教和神学对比学者Francis X. Clooney, SJ，专长印度教和天主教传统研究。中心提供各种教育活动，涵盖公开演讲到座谈会、研读会、学生自主项目、有关公共利益的“宗教新闻”午餐会。中心的冥想室向个人和团体开放。

### 宗教和中学教育
宗教与中学教育项目是一个教师进修项目，培训进修教师在公理学校以非宗派的方式教授宗教。神学硕士生或神道学硕士生则会学到有关宗教教育与公共政策的课程，理解两者关系，在他们特许领域推进宗教知识。

## 安多佛哈佛神学图书馆

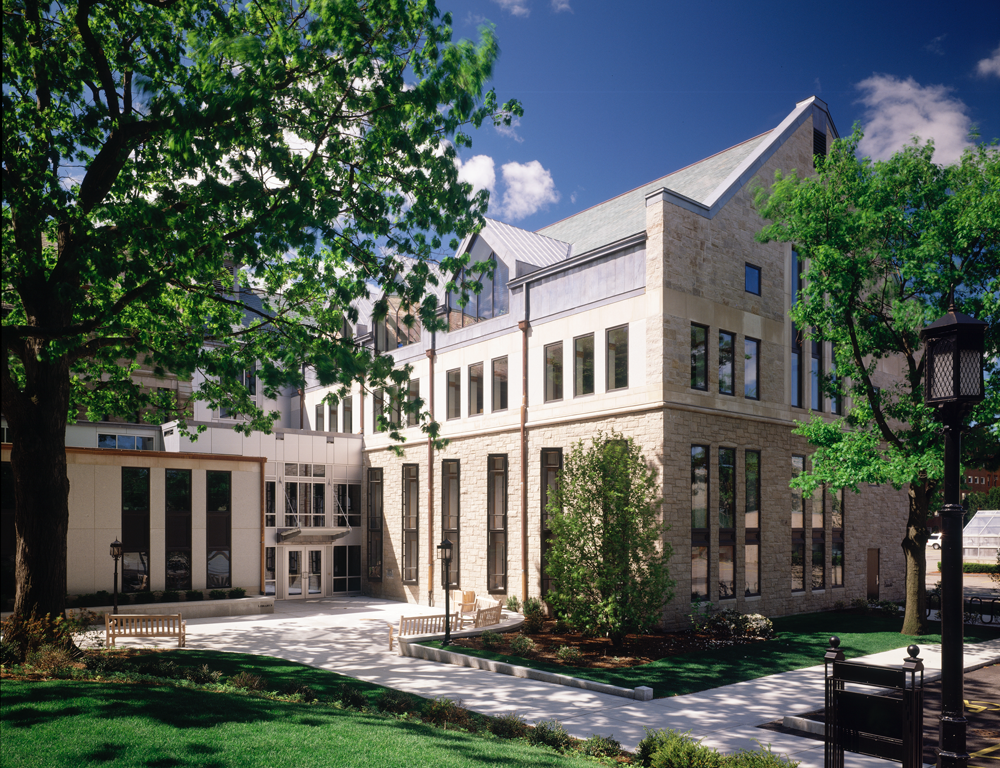
安多佛哈佛神学图书馆

1836年，安多佛哈佛神学图书馆建立，1911年，哈佛神学院和安多佛神学院联合时扩建。该图书馆是哈佛大学图书系统的一部分，对所有在校师生开放。2001年9月，图书馆完成了1200万美元的装修，强化了技术设备和信息系统。图书馆参与波士顿神学院图书馆项目，哈佛神学院师生可以到任何波士顿神学图书馆分馆借书。
（摘自哈佛神学院2007-08目录）
- 图书和期刊合订本：485,046
- 超过30,000稀有图书（包括22本1525年前出版的图书）
- 当下订阅系列（期刊）：2,981
- 保罗·田立克原始手稿
- 多媒体资料：633件
- 一神论信普救说者协会历史档案
- 每年新添4,000-6,000本资料
- 2006年总流通量：46,703

## 安多佛大堂

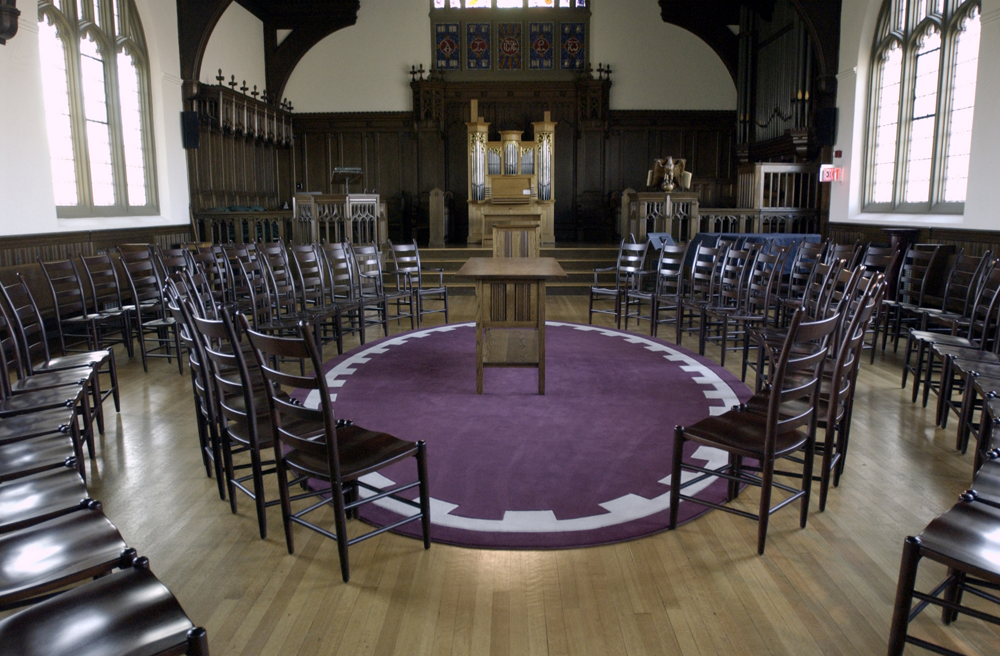
安多佛教堂，安多佛大堂二楼

安多佛大堂建于1911年，耗资30万美元。大堂由艾伦和柯伦斯公司（Allen and Collens）设计，该公司的特色是新中世纪和教堂设计。安多佛大堂是哈佛大学唯一一座哥德复兴式建筑。
安多佛大堂属于安多佛神学院。1906年，由于生源下降，学院在1908年与哈佛神学院合办。大堂包括一个教堂、图书馆、宿舍、教室等。今天，安多佛大堂依然保留教堂和教室，但进驻不少管理和教职人员。

## 出版

### 哈佛神学公报
《哈佛神学公报》（Harvard Divinity Bulletin）是哈佛神学院出版的光面杂志，每年两刊，受到嘉奖。杂志刊登有关宗教和于当代生活、艺术、文化相关的非文学作品、意见、评论、诗歌和评论。杂志唱出版当年的Ingersoll Lecture on Human Immortality。订阅人数超过2万人，订阅方式是捐赠。

### 今日哈佛神学
《今日哈佛神学》（Harvard Divinity Today）是由哈佛校连办出版的校友杂志，每年三期。涵盖原创、活动、校友文章、课堂笔记。2012年停刊。

### 哈佛神学评论
1908年，《哈佛神学评论》（Harvard Theological Review）创立，每季度刊登学术和宗教领域的原创研究，包括伦理学、考古学、基督教、犹太教和宗教对比研究。

### 哈佛神学院期刊
《哈佛神学院期刊》（The Graduate Journal of Harvard Divinity School）是哈佛神学院学生负责的纸质/在线期刊，也是哈佛大学唯一的研究院宗教期刊。每年，期刊会刊登学生在宗教、布道和神学研究方面的杰出成果。

### The Wick
The Wick 是哈佛神学院学界的文艺创意期刊。The Wick 会刊登已出版和未公布的小说、诗歌、文章、照片、布道和非文学创意。

### The Nave
The Nave 是哈佛神学院学生活动的在线新闻，包括课时、社交、重要日期的消息等。新闻也会报道波士顿神学院和当地其它院校的消息，为学生、教职人员提供文化及学术服务。

## 学生宗教背景
(摘自2007-2008哈佛神学院目录)
- 非裔卫理圣公会教堂：不足5人
- 不可知论：不足5人
- 圣公会：32人 (7.2%)
- 神召会：不足5人
- 浸礼宗：15人 (3.6%)
- 佛教：13人 (2.9%)
- 天主教：53人 (11.9%)
- 基督会：不足5人
- 基督神的教会：不足5人
- 公理会：不足5人
- 靈恩派：不足5人
- 福音主义：不足5人
- 印度教：不足5人
- 耆那教：不足5人
- 犹太教：16人 (3.6%)
- 摩门教：不足5人
- 信義宗：14人 (3.1%)
- 門諾會：不足5人
- 循道宗: 20人 (4.5%)
- 穆斯林: 8人 (1.8%)
- 无派系背景：29人 (6.5%)
- 非教派: 8人 (1.8%)
- 东正教：不足5人
- 異教：不足5人
- 五旬節運動：不足5人
- 長老宗：25人 (5.6%)
- 多重教派：9人 (2%)
- 救赎基督教会：不足5人
- 自然主义：不足5人
- 貴格會:  (1.1%)
- 基督復臨安息日會：不足5人
- 锡克教：不足5人
- 蘇非主義：不足5人
- 未声明：85人 (19%)
- 一神普救派：36人 (8.1%)
- 联合基督教会：24人 (5.4%)

## 脚注
1. ↑  Morison, Samuel Eliot. . Cambridge, Mass.: Belknap Press of Harvard University Press. 1964: 242–243  [7 January 2016]. ISBN 9780674888913. （原始内容存档于2019-08-04）.
2. 1 2 3  Dorrien, Gary.  1st. Louisville, Ky.: Westminster John Knox Press. 2001: 195  [7 January 2016]. ISBN 9780664223540. （原始内容存档于2019-08-02）.
3. ↑  Balmer, Randall.  1st. Louisville, KY: Westminster John Knox Press. 2001: 393  [7 January 2016]. ISBN 9780664224097. （原始内容存档于2016-05-04）.
4. ↑  Field, Peter S. . Lewiston, NY: Rowman & Littlefield. 2003  [7 January 2016]. ISBN 9780847688425. （原始内容存档于2015-09-06） （英语）.
5. ↑  . Association of Theological Schools in the United States and Canada.   [2009-10-02]. （原始内容存档于2009-03-23）.
6. ↑  .   [2017-02-11]. （原始内容存档于2020-12-01）.
7. 1 2  . Andover-Harvard Library. 2005  [2009-03-06]. （原始内容存档于2020-11-28）.
8. ↑  "Harvard Divinity Bulletin Named Magazine of the Year," October 2012. http://hds.harvard.edu/news/2012/10/18/harvard-divinity-bulletin-named-magazine-year （页面存档备份，存于）
9. ↑  .   [2017-02-12]. （原始内容存档于2019-11-14）.